# 法拉盛 (密歇根州)
法拉盛（英語：Flushing）是一個位於美國密歇根州傑納西縣的城市。

## 人口
根據2020年美國人口普查的數據，法拉盛的面積為9.67平方千米，當中陸地面積為9.35平方千米，而水域面積為0.31平方千米。當地共有人口8411人，而人口密度為每平方千米870人。